# Gonzalo Rodríguez (piłkarz)
Gonzalo Javier Rodríguez Prado, znany także jako Gonzalo (ur. 10 kwietnia 1984 w Buenos Aires) – piłkarz argentyński grający na pozycji środkowego obrońcy.
Posiada również obywatelstwo hiszpańskie.

## Kariera klubowa
Rodríguez pochodzi z Buenos Aires. Piłkarską karierę rozpoczął w klubie San Lorenzo de Almagro i po grze w drużynie młodzieżowej w 2002 roku awansował do pierwszej drużyny. W lidze argentyńskiej zadebiutował 26 lipca w przegranym 0:1 wyjazdowym spotkaniu fazy Apertura z Rosario Central. W drużynie San Lorenzo niemal od pierwszej kolejki wywalczył miejsce w podstawowym składzie i stworzył parę środkowych obrońców wraz z paragwajczykiem Claudio Morelem Rodríguezem. W fazie Apertura zajął ze swoim klubem 9. miejsce, a w Clausura -7. W całym sezonie strzelił 3 gole – swojego pierwszego w przegranym 1:3 spotkaniu z Union Santa Fe. Natomiast w sezonie 2003/2004 zdobył jednego gola, a z San Lorenzo zajął odpowiednio 2. miejsce w fazie Apertura oraz 9. w Clausura.
Latem 2004 Gonzalo przeszedł do hiszpańskiego Villarrealu, do którego ściągnął go nowo zatrudniony chilijski szkoleniowiec Manuel Pellegrini. W Primera División zadebiutował 30 sierpnia w przegranym 1:2 spotkaniu z Valencią. Dobrze wprowadził się do zespołu i stał się jednym z czołowych, ale ostro grających (11 żółtych i 1 czerwona kartka) obrońców w La Liga. Z Villarrealem zajął najwyższe miejsce w lidze w historii klubu – 3. W sezonie 2005/2006 Rodríguez zadebiutował w rozgrywkach grupowych Ligi Mistrzów, a ze swoją drużyną był autorem niemałej sensacji dochodząc aż do półfinału tego pucharu (porażka w dwumeczu z Arsenalem). Natomiast w sezonie 2006/2007 Villarreal zajął 5. miejsce w lidze premiowane startem w Pucharze UEFA, jednak Rodríguez nie zaliczył tego sezonu do udanych, gdyż dwukrotnie naderwał więzadła w prawym kolanie i wystąpił zaledwie w 6 spotkaniach.
| Sezon                                    | Klub                                     | Kraj                                     | Rozgrywki                                | Mecze | Bramki |
| ---------------------------------------- | ---------------------------------------- | ---------------------------------------- | ---------------------------------------- | ----- | ------ |
| 2002/03                                  | San Lorenzo de Almagro                   | Argentyna                                | Primera División                         | 27    | 3      |
| 2003/04                                  | San Lorenzo de Almagro                   | Argentyna                                | Primera División                         | 29    | 1      |
| 2004/05                                  | Villarreal CF                            | Hiszpania                                | Primera División                         | 34    | 2      |
| 2005/06                                  | Villarreal CF                            | Hiszpania                                | Primera División                         | 29    | 0      |
| 2006/07                                  | Villarreal CF                            | Hiszpania                                | Primera División                         | 6     | 0      |
| 2007/08                                  | Villarreal CF                            | Hiszpania                                | Primera División                         | 18    | 0      |
| 2008/09                                  | Villarreal CF                            | Hiszpania                                | Primera División                         | 27    | 2      |
| 2009/10                                  | Villarreal CF                            | Hiszpania                                | Primera División                         | 20    | 0      |
| 2010/11                                  | Villarreal CF                            | Hiszpania                                | Primera División                         | 23    | 1      |
| 2011/12                                  | Villarreal CF                            | Hiszpania                                | Primera División                         | 26    | 1      |
| 2012/13                                  | ACF Fiorentina                           | Włochy                                   | Serie A                                  | 35    | 6      |
| Łącznie w argentyńskiej Primera División | Łącznie w argentyńskiej Primera División | Łącznie w argentyńskiej Primera División | Łącznie w argentyńskiej Primera División | 56    | 4      |
| Łącznie w hiszpańskiej Primera División  | Łącznie w hiszpańskiej Primera División  | Łącznie w hiszpańskiej Primera División  | Łącznie w hiszpańskiej Primera División  | 134   | 4      |

## Kariera reprezentacyjna
W reprezentacji Argentyny Rodríguez zadebiutował 31 stycznia 2003 roku w wygranym 3:1 spotkaniu z Hondurasem. W 2005 roku wystąpił w Pucharze Konfederacji i doszedł z Argentyną do finału (porażka 1:4 z Brazylią). Brał także udział w kwalifikacjach do Mistrzostw Świata w Niemczech, ale na sam turniej nie pojechał.